# Eupithecia acidalioides
Eupithecia acidalioides är en fjärilsart som beskrevs av William James Kaye 1901. Eupithecia acidalioides ingår i släktet Eupithecia och familjen mätare. Inga underarter finns listade i Catalogue of Life.